# Chiba (geologi)
| Kvartär de senaste 2,58 miljoner åren | Kvartär de senaste 2,58 miljoner åren | Kvartär de senaste 2,58 miljoner åren | Kvartär de senaste 2,58 miljoner åren |
| Period (System)                       | Epok (Serie)                          | Ålder (Etage)                         | Miljoner år sedan                     |
| ------------------------------------- | ------------------------------------- | ------------------------------------- | ------------------------------------- |
| Kvartär                               | Holocen                               | Meghalaya                             | 0,004–0,000                           |
| Kvartär                               | Holocen                               | Northgrip                             | 0,008–0,004                           |
| Kvartär                               | Holocen                               | Greenland                             | 0,012–0,008                           |
| Kvartär                               | Pleistocen                            | Övre                                  | 0,129–0,012                           |
| Kvartär                               | Pleistocen                            | Chiba                                 | 0,774–0,129                           |
| Kvartär                               | Pleistocen                            | Calabria                              | 1,80–0,774                            |
| Kvartär                               | Pleistocen                            | Gela                                  | 2,58–1,80                             |
| Neogen                                | Pliocen                               | Piacenza                              | tidigare                              |

Chiba är en geologisk tidsålder som varade för cirka 774 000 – 129 000 år sedan, under perioden kvartär.
Åldern är döpt efter Chiba prefektur i Japan, där karakteristiska sediment från denna ålder finns. Namnet ratificerades av International Union of Geological Sciences i januari 2020. Tidigare användes benämningen Mellersta pleistocen. Åldern benämns i Europa också ofta med det regionala namnet Ionium. 
Starten för chiba sammanfaller med den senaste geomagnetiska polomkastningen för cirka 774 000 år sedan. Denna gräns motsvarar inte något tydligt klimatologiskt skede, utan inträffar en bit in i klimatstadiet Cromer. Chibatiden avslutas när istiden Saale övergår i mellanistiden Eem, för cirka 129 000 år sedan.
Under tidsåldern skedde kraftiga klimatförändringar. I Skandinavien och norra Tyskland indelas dessa ofta enligt följande:
- Cromer, cirka 860-380 tusen år sedan. Cromer inleddes med en serie dämpade klimatsvängningar, men avslutades med två kraftiga istider (MIS 16 och MIS 12) samt en stark värmeperiod (MIS 11). Det finns ingen entydig korrelation mellan dessa och lager i nordeuropa.[6]
- Elster, cirka 380–320 tusen år sedan. Elster var en kraftig istid, där det skandinaviska istäcket tidvis nådde ner till norra Tyskland. Motsvarande nedisning av Alperna benämns Mindel.
- Holstein, cirka 320–300 tusen år sedan. Holstein var en värmetid liknande den nuvarande Flandern.
- Saale, cirka 300–129 tusen år sedan. Saale indelas idag ofta i flera delar: Den milda istiden Fuhne, den svaga värmeperioden Dömnitz, samt de kraftiga nedisningarna Drenthe och Warthe som nådde norra Tyskland. Saale motsvaras i Alperna av Riss, i Storbritannien av Wolston och i Nordamerika av Illinois.

| Kvartär Klimatskeden i Norra Europa | Kvartär Klimatskeden i Norra Europa   | Kvartär Klimatskeden i Norra Europa |
| Glacial / Interglacial              | Stadial / Kron Syreisotopstadium, MIS | Tusental år sedan                   |
| ----------------------------------- | ------------------------------------- | ----------------------------------- |
| Flandern (Holocen) värmetid MIS 1   | Subatlantisk tid                      | 2,6–0,0                             |
| Flandern (Holocen) värmetid MIS 1   | Subboreal tid                         | 5,8–2,6                             |
| Flandern (Holocen) värmetid MIS 1   | Atlantisk tid                         | 9,0–5,8                             |
| Flandern (Holocen) värmetid MIS 1   | Boreal tid                            | 9,9–9,0                             |
| Flandern (Holocen) värmetid MIS 1   | Preboreal tid                         | 11,7–9,9                            |
| Weichsel istid                      | Yngre dryas                           | 13–11,7                             |
| Weichsel istid                      | Alleröd                               | 14–13                               |
| Weichsel istid                      | Äldre dryas                           | 14                                  |
| Weichsel istid                      | Bölling                               | 15–14                               |
| Weichsel istid                      | Äldsta dryas                          | 16–15                               |
| Weichsel istid                      | Weichsels huvudfas MIS 2              | 24–16                               |
| Weichsel istid                      | Mellersta Weichsel MIS 4–3            | 70–24                               |
| Weichsel istid                      | Odderade - MIS 5a                     | 80–70                               |
| Weichsel istid                      | Rederstall - MIS 5b                   | 90–80                               |
| Weichsel istid                      | Brörup - MIS 5c                       | 100–90                              |
| Weichsel istid                      | Herning - MIS 5d                      | 115–100                             |
| Eem                                 | Eem - MIS 5e                          | 126–115                             |
| Saale istid                         | Warthe - MIS 6 Drenthe - MIS 6        | 200–126                             |
| Saale istid                         | Dömnitz - MIS 7                       | 240–200                             |
| Saale istid                         | Fuhne - MIS 8                         | 300–240                             |
| Holstein                            | MIS 9                                 | 320–300                             |
| Elster                              | MIS 10                                | 380–320                             |
| Cromer                              | MIS 21–11                             | 860–380                             |
| Bavel                               | MIS 63–22                             | 1800–860                            |
| Menap                               | MIS 63–22                             | 1800–860                            |
| Waal                                | MIS 63–22                             | 1800–860                            |
| Eburon                              | MIS 63–22                             | 1800–860                            |
| Tegelen                             | MIS 103–64                            | 2600–1800                           |
| Pretegelen                          | MIS 103–64                            | 2600–1800                           |